# 삼승
3승(三乘)은 세 가지 탈것이라는 뜻으로, 성문승(聲聞乘) · 연각승(緣覺乘) · 보살승(菩薩乘)을 통칭하는 낱말이다. 승(乘)은 물건을 실어 옮기는 탈것을 가리키는 낱말로, 고타마 붓다의 가르침 즉 불교(佛敎)도 중생을 실어 열반의 언덕에 이르게 한다는 비유적인 뜻에서 승(乘)이라고 한다. 즉, 승(乘)은 고타마 붓다의 가르침 또는 '불교(佛敎: 부처 · 여래 · 깨달은 자의 가르침)'를 의미하며, 3승은 세 가지 길[三道]을 뜻한다. 한자어 3도(三道)에는 여러 가지 뜻이 있는데 그 중의 하나는 3승(三乘)을 뜻한다. 그리고 3승(三乘)의 교의 또는 주장은 고타마 붓다의 가르침에는 세 가지 종류의 상이한 가르침 또는 길이 있다는 교의 또는 주장을 뜻한다.
3승(三乘)에 대한 주장, 즉, 고타마 붓다의 가르침에는 세 가지 종류의 상이한 가르침이 있다는 주장은 대승불교 측에서 주장한 것이다. 대승불교가 일어난 후 부처를 목표로 하는가 아라한을 목표로 하는가의 차이에 따라 탈것[乘], 즉 길[道], 즉 교법(敎法) · 이법(理法) · 행법(行法) · 과법(果法)의 4법(四法)도 달라진다는 생각에서 대승불교 측에서 3승의 교의를 주장하기 시작하였다.  대승불교도들은 자신들은 부처를 목표로 하는 불보살승(佛菩薩乘) 또는 보살승(菩薩乘)이며, 소승은 성문승(聲聞乘) · 연각승(緣覺乘)의 2승(二乘: 두 가지 탈것)으로서 이 2승을 타고 가는 한 아라한은 될 수 있어도 영원히 부처는 될 수 없다고 주장하여 자신들이 타고 가는 가르침은 2승의 가르침과는 다르다고 구별하였다.
대승불교의 3승(三乘)의 교의 또는 주장에 따르면, 성문(聲聞)은 고타마 붓다의 가르침을 듣고서 도에 정진하는 사람이라는 뜻으로, 불제자를 가리킨다. 따라서 성문승이란 불제자의 도로서, 구체적으로는 고타마 붓다가 가르친 교법에 의해서 4제(四諦)의 이치[理]를 보고 스스로 아라한이 될 것을 이상으로 하는 낮은 수행자라고 대승불교 측에서는 주장하였다.
연각승의 연각(緣覺)은 독각(獨覺)이라고도 하며, 원래는 무사독오(無師獨悟) 즉 고타마 붓다가 스승에 의하지 아니하고 혼자서 깨달음을 얻은 면을 나타낸 말인데, 대승불교의 삼승(三乘)의 교의 상으로는 12연기를 관찰하여 미혹(迷惑)을 끊고 이법(理法)을 깨닫는다는 단혹증리(斷惑證理)의 뜻으로 사용되었다.
성문이 현실적으로 실재한 인물 또는 그룹에 대한 대승불교의 지칭이었다면, 연각 또는 독각은 제자도 없고 설교하지도 않았기 때문에 연각승 또는 독각승에 대한 대승불교의 주장은 실제 생존한 인물 또는 그룹에 대한 지칭이라기 보다는 이념적인 지칭에 불과하다 할 수 있다.

## 같이 보기
- 신승불교
- 바하나

## 참고 문헌
- 이 문서에는 다음커뮤니케이션(현 카카오)에서 GFDL 또는 CC-SA 라이선스로 배포한 글로벌 세계대백과사전의 내용을 기초로 작성된 글이 포함되어 있습니다.
- 운허.  동국역경원 편집, 편집. 《불교 사전》. |title=에 외부 링크가 있음 (도움말)